# Fredrik Logevall
Fredrik Logevall, född 1963 i Stockholm, är en svensk-amerikansk historiker.
Fredrik Logevall bodde under en del av sin uppväxt i Västerås. Hans familj emigrerade till Vancouver i Kanada när han var tolv år gammal. Han studerade statsvetenskap vid Simon Fraser University i British Columbia i Kanada, där han avlade kandidatexamen 1986, och historia på University of Oregon samt disputerade i historia om USA:s utrikespolitik vid Yale University 1993. Han har sedan dess undervisat på University of California i Santa Barbara och som professor i historia vid Cornell University i Ithaca, New York. Logevall är sedan 2015 professor i internationell politik samt i historia vid Harvard University. Hösten 2022 var Logevall gästforskare och fellow vid Swedish Collegium for Advanced Study i Uppsala.
Logevall har bland annat forskat om USA:s förhållande till Vietnam. År 2013 fick han Pulitzerpriset i historia för Embers of War: The Fall of an Empire and the Making of America’s Vietnam om bakgrunden till Vietnamkriget. År 2020 utgav han en biografi över John F. Kennedy.